# Rukomet na OI 1980. – žene
Ženski rukometni turnir na OI 1980. U Moskvi održan je od 21. do 29. srpnja. Svoj drugi uzastopni i posljednji naslov u povijesti osvojila je sovjetska reprezentacija.

## Turnir
|    | Reprezentacija   | Bod. | Utakmica | Pob. | N. | Por. | Pos. | Pri. | RP   |
| -- | ---------------- | ---- | -------- | ---- | -- | ---- | ---- | ---- | ---- |
| 1. | SSSR             | 10   | 5        | 5    | 0  | 0    | 99   | 52   | +47  |
| 2. | Jugoslavija      | 7    | 5        | 3    | 1  | 1    | 107  | 67   | +40  |
| 3. | Istočna Njemačka | 7    | 5        | 3    | 1  | 1    | 91   | 58   | +33  |
| 4. | Mađarska         | 3    | 5        | 1    | 1  | 3    | 80   | 74   | +6   |
| 5. | Čehoslovačka     | 3    | 5        | 1    | 1  | 3    | 65   | 78   | -13  |
| 6. | Kongo            | 0    | 5        | 0    | 0  | 5    | 46   | 159  | -113 |

21. srpnja 1980.
|  | SSSR             | 30:11 | Kongo        |  |
|  | Istočna Njemačka | 16:10 | Čehoslovačka |  |
|  | Mađarska         | 10:19 | Jugoslavija  |  |

23. srpnja 1980.
|  | SSSR             | 17:7  | Čehoslovačka |  |
|  | Mađarska         | 39:10 | Kongo        |  |
|  | Istočna Njemačka | 15:15 | Jugoslavija  |  |

25. srpnja 1980.
|  | SSSR             | 16:12 | Mađarska    |  |
|  | Istočna Njemačka | 28:6  | Kongo       |  |
|  | Čehoslovačka     | 15:25 | Jugoslavija |  |

27. srpnja 1980.
|  | SSSR             | 18:9  | Jugoslavija |  |
|  | Čehoslovačka     | 23:10 | Kongo       |  |
|  | Istočna Njemačka | 19:9  | Mađarska    |  |

29. srpnja 1980.
|  | Jugoslavija      | 39:9  | Kongo        |  |
|  | Mađarska         | 10:10 | Čehoslovačka |  |
|  | Istočna Njemačka | 13:18 | SSSR         |  |

| Zlato | Srebro | Bronca |
| --- | --- | --- |
| SSSR Natalija Timoškina Larisa Karlova Irina Palčikova Zinaida Turčina Tatjana Kočergina Ljudmila Poradnik Larisa Savkina Aldona Nenenene Julija Safina Olga Zubarjova Valentina Lutajeva Ljubov Odinokova Sigita Strečen Natalija Lukijanenko | SFR Jugoslavija Ana Titlić Slavica Jeremić Zorica Vojinović Radmila Drljača Katica Ileš Mirjana Ognjenović Svetlana Anastasovski Rada Savić Svetlana Kitić Mirjana Đurica Biserka Višnjić Vesna Radović Jasna Merdan Vesna Milošević | Istočna Njemačka Hannelore Zober Katrin Krüger Evelyn Matz Roswitha Krause Christina Rost Petra Uhlig Claudia Wunderlich Sabine Röther Kornelia Kunisch Marion Tietz Kristina Richter Waltraud Kretzschmar Birgit Heinecke Renate Rudolph |